# Dorian Rigal-Ansous
Pour les articles homonymes, voir Rigal.
Dorian Rigal-Ansous est un monteur français.

## Filmographie (sélection)
- 2005 : Je préfère qu'on reste amis... d'Éric Toledano et Olivier Nakache
- 2006 : Nos jours heureux d'Éric Toledano et Olivier Nakache
- 2007 : La Tête de maman de Carine Tardieu
- 2008 : Comme les autres de Vincent Garenq
- 2009 : Tellement proches d'Éric Toledano et Olivier Nakache
- 2010 : L'Arnacœur de Pascal Chaumeil
- 2011 : Intouchables d'Éric Toledano et Olivier Nakache
- 2011 : Présumé Coupable de Vincent Garenq
- 2012 : Un plan parfait de Pascal Chaumeil
- 2014 : Samba d'Éric Toledano et Olivier Nakache
- 2015 : Pourquoi j'ai pas mangé mon père de Jamel Debbouze
- 2016 : L'Idéal de Frédéric Beigbeder
- 2017 : Le Sens de la fête d'Éric Toledano et Olivier Nakache
- 2021 : Les Fantasmes de David Foenkinos et Stéphane Foenkinos
- 2022 : Le Nouveau Jouet de James Huth

## Nominations
- César du meilleur montage
  - en 2012 pour Intouchables
  - en 2018 pour Le Sens de la fête
  - en 2019 pour Hors Normes